# Jack Sholder
Jack Sholder (Filadelfia, 8 giugno 1945) è un regista statunitense, noto per i suoi lavori nei film di genere horror, thriller e fantascienza.

## Biografia
Esordisce alla regia nel 1973 con il cortometraggio The Garden Party interpretato da Jessica Harper. Debutta sul grande schermo nel 1982 con il film Nel buio da soli interpretato da Jack Palance, Donald Pleasence e Martin Landau, oggi diventato un cult del genere horror.
Nel 1985 dirige Nightmare 2 - La rivincita, sequel del celebre film Nightmare - Dal profondo della notte (A Nightmare on Elm Street, 1984) di Wes Craven, interpretato da Mark Patton e Robert Englund prodotto dalla New Line Cinema.
Segue il fantascientifico L'alieno (1987) interpretato da Kyle MacLachlan e liberamente ispirato al romanzo Strisciava sulla sabbia (1950) di Hal Clement. Il film avrà un seguito nel 1993, L'alieno 2, diretto da Seth Pinsker.
Altri titoli di questo periodo sono: Faccia di rame (1989) film d'azione con Kiefer Sutherland, Lou Diamond Phillips e Robert Knepper, 12:01 - Un minuto dopo mezzanotte (1993), film di fantascienza ispirato al racconto breve 12:01 P.M. dello scrittore Richard Lupoff e il thriller Identikit nel buio (1995) con Courteney Cox e Jonathan Silverman.
Durante gli anni novanta lavora a numerosi film televisivi tra i quali l'horror fantascientifico Natural Selection (1994), il thriller Incubo sull'autostrada (1997) e Wishmaster 2 - Il male non muore mai (1999). Sempre in questo periodo dirige anche episodi di serie televisive di successo come I racconti della cripta, Mortal Kombat: Conquest e Tremors - La serie.
Da ricordare il film per la televisione Generation X del 1996 tratto dal fumetto omonimo della Marvel Comics, spin-off della serie a fumetti X-Men.
Torna al cinema negli anni duemila col film horror fantascientifico Trash, Arachnid - Il predatore (2001), il thriller Beeper (2002) con Harvey Keitel e il dramma televisivo Il fiume del terrore (2004) ispirato a fatti reali e basato sugli attacchi di squalo del Jersey Shore del 1916.
Nei commenti del DVD di L'alieno il regista Jack Sholder afferma che il suo regista preferito è Jean Renoir.
Dal 2004 lavora come insegnante alla Western Carolina University
Nel giugno 2019 è stato ospite d'onore della trentanovesima edizione del Fantafestival dove, oltre a una retrospettiva dei suoi titoli più celebri, riceve il premio Pipistrello d'oro alla carriera.

## Filmografia

### Cinema
- The Garden Party - cortometraggio (1973)
- Nel buio da soli (Alone in the Dark) (1982)
- Nightmare 2 - La rivincita (A Nightmare on Elm Street Part 2: Freddy's Revenge) (1985)
- L'alieno (The Hidden) (1987)
- Faccia di rame (Renegades) (1989)
- Wishmaster 2 - Il male non muore mai (Wishmaster 2: Evil Never Dies) (1999)
- Arachnid - Il predatore (Arachnid) (2001)
- Beeper (2002)

### Televisione
- Vietnam War Story, S.1 Ep.6 The Fragging (1988)
- I racconti della cripta, S.2 Ep.12 Fitting Punishment (1990)
- La legge di Bird, S.1 Ep.2-3 To Catch a Con: Part 1-2 (1990)
- Codice Trinity: attacco all'alba (By Dawn's Early Light) (1990)
- Mortal Kombat: Conquest, S.1 Ep.15 The Serpent and the Ice (1990)
- 12:01 - Un minuto dopo mezzanotte (12:01) (1993)
- Natural Selection (Natural Selection) (1994)
- Identikit nel buio (Sketch Artist II: Hands That See) (1995)
- The Omen, episodio pilota (1995)
- Generation X (1996)
- Pensacola: squadra speciale Top Gun, S.1 Ep.6 Birds of Prey (1997)
- Incubo sull'autostrada (Runaway Car) (1997)
- Tremors - La serie, S.1 Ep.13 Shriek and Destroy (2003)
- Il fiume del terrore (12 Days of Terror) (2004)